# Szuverenitásvédelmi Hivatal
A Szuverenitásvédelmi Hivatal (rövidítve: SZH vagy SzuHi) egy autonóm közigazgatási szerv Magyarországon. Az Országgyűlés a nemzeti szuverenitás védelméről szóló 2023. évi LXXXVIII. törvénnyel hozta létre. Működését 2024. február 1-jével kezdte meg. Elnöke Lánczi Tamás.

## Székhelye
Budapest, Rákóczi út 72-76. (Eredetileg 1055 Budapest, Kossuth tér 1-3.)

## Elnöke
A Hivatal elnökét a miniszterelnök javaslatára a köztársasági elnök nevezi ki 6 évre. A Hivatal elnöke a megbízatása lejártával újra kinevezhető. 

## Története
A Hivatal megalapítását  2023 decemberében, az Alaptörvény 12. módosítása tette lehetővé, majd 2024 februárjában alakult meg, vezetője Lánczi Tamás politológus, akit Orbán Viktor miniszterelnök javaslatára Novák Katalin köztársasági elnök nevezett ki 2024. január 15-én.
Az SZH a jogalkotó meghatározása szerint azzal a céllal jött létre, hogy óvja Magyarország politikai, gazdasági és kulturális önrendelkezését. Feladata, hogy felhívja a magyar társadalom és a politikai döntéshozók figyelmét a külföldi befolyásolási kísérletekre. Ennek érdekében saját hatáskörben és más állami szervekkel együttműködve vizsgálatokat folytathat, ezek eredményét pedig a nyilvánosság elé tárja. A magyar szuverenitás védelme érdekében javaslatokat tehet a jogalkotónak.
Halász János 2025. május 13-án 23:38 perckor elektronikus formában benyújtotta az Országgyűlés elnökének, Kövér Lászlónak címezve a „A közélet átláthatóságáról” nevet viselő, komoly társadalmi felháborodást eredményező törvényjavaslatot, amely a hivatal által - javarészt bizonyítékokat nélkülöző, koholt vádak és rágalmak alapján - összeállított listákban szereplők ellen hozott szankciók végrehajtásához érdemi jogalapot ad.

## Kritikák
A megalakulását követően, 2024 februárjában az Európai Bizottság kötelezettségszegési eljárást indított Magyarországgal szemben az első és másodlagos európai uniós jog számos rendelkezésének megsértése miatt: az uniós demokratikus értékek; a demokrácia elve és az uniós polgárok választójoga; az Európai Unió 2007-ben aláírt Alapjogi Chartájában rögzített számos alapvető jog (például a magán- és a családi élet tiszteletben tartásához való jog, a személyes adatok védelméhez való jog, a véleménynyilvánítás és a tájékozódás szabadsága, az egyesülés szabadsága, a hatékony jogorvoslathoz és a tisztességes eljáráshoz való jog, az önvádra kötelezés tilalmát és az ügyvédi titoktartási kötelezettség); a személyes adatok védelmére vonatkozó uniós jogi követelmények; valamint számos, a belső piacra alkalmazandó szabályt.
Hazai és külföldi kritikusai szerint az orosz módszerek honosításával a hivatal célja a kormánnyal szemben kritikus politikusok, közéleti szereplők, független sajtótermékek és civil szervezetek információs elrettentése, végső soron pedig az ellehetetlenítése.